# Ceccarella Minutolo
Ceccarella Minutolo (Napoli, ... – ...; fl. XV secolo) è stata una scrittrice e letterata italiana, ricordata come "il primo nome di professionale scrittrice nella letteratura del Mezzogiorno d'Italia.".

## Biografia
Le poche notizie riguardanti la biografia si possono desumere dal suo epistolario, scritto a Napoli presumibilmente tra il 1460 e il 1470.
Ceccarella nacque probabilmente a Napoli nella prima metà del XV secolo e apparteneva ad una famiglia patrizia. Il padre era Francesco, soprannominato il Monaco, signore d’Issico, presso Otranto, e la madre era Agnesella Filomarino, seconda moglie di Francesco. La famiglia Minutolo apparteneva al "seggio" dei Capuana, un centro culturale molto importante a Napoli.
Si sposò due volte, prima con Francesco Brancaccio, di cui rimase vedova, e poi con Camillo Piscicelli.

## L'epistolario
La Minutolo è stata identificata da Benedetto Croce come l'autrice di un epistolario, di argomento per lo più amoroso,  e solo in minima parte autobiografico.
I tre manoscritti dell'Epistolario sono conservati a Parigi, presso la Biblioteca Nazionale, nel Fonds italien; a Vibo Valentia, nella Biblioteca Capialbi e il terzo conservato nella Biblioteca della Società napoletana di storia patria, nel Fondo Percopo.
Nell'Epistolario Ceccarella Minutolo prestava la sua abilità di scrittrice ad amici e amiche e solo un paio di lettere sembrano essere personali. L'ambiente a cui le lettere erano destinate era quindi esclusivamente cortigiano. Le lettere sono anche un esempio dell'influenza del dialetto napoletano nella prosa della Napoli aragonese.
La quantità e qualità delle missive denotano una capacità e bravura tali da farle guadagnare il titolo di Sibilla Partenopea attribuitole da Alfonso, duca di Calabria, al quale Ceccarella aveva indirizzato due missive.